# 何焕绪
何焕绪，陕西人，是一名清朝政治人物。
何焕绪曾于1843年接替任芬任宝山县知县一职，1843年由范凤喈接任。